# Корменьга
Корменьга — река в Верховажском районе Вологодской области, правый приток Ваги. 
Длина — 22 км.

## Течение
Река берёт начало в Верховажском районе. Течёт на северо-запад, но делает крупные петли, сильно меняя направление течения. Крупные притоки: Ольховица, Малая Корменьга, Грязлевица, Рогма. Ширина реки не превышает 10 метров. Впадает в Вагу близ деревни Киселево. В среднем течении на берегах реки находится посёлок Макарцево

## Данные водного реестра
- Бассейновый округ — Двинско-Печорский
- Речной бассейн — Северная Двина
- Речной подбассейн — Северная Двина ниже места слияния Вычегды и Малой Северной Двины
- Водохозяйственный участок — Вага

## Карты
- Лист карты P-38-121,122 Рогна. Масштаб: 1 : 100 000. Состояние местности на 1987 год. Издание 1991 г.